# 野黑麗魚
野黑麗魚，為輻鰭魚綱鱸形目隆頭魚亞目慈鯛科的其中一種，分布於非洲馬拉威湖Mpanga礁流域，體長可達9.1公分，棲息在沙石底質水域，以小魚為食，生活習性不明。

## 擴展閱讀
維基物種上的相關：野黑麗魚